# Dyskografia Marillion
Artykuł przedstawia kompletną dyskografię zespołu Marillion, na którą w 2009 składało się 15 albumów studyjnych, 5 koncertowych, 14 kompilacji i 35 singli. Zespół w roku 2009 tworzyli: wokalista i pianista Steve Hogarth, gitarzysta Steve Rothery, Pete Trewavas (gitarzysta basowy, grający również na pianinie, a także dodający wokal wspierający do utworów), keyboardzista Mark Kelly i perkusista Ian Mosley.
Największy sukces komercyjny w historii grupy odniósł wydany w 1985 album Misplaced Childhood, który uplasował się na 1. miejscu listy UK Albums Chart, pozostając na liście przez 41 tygodni, co jest rekordem w historii zespołu.

## Albumy studyjne
| Rok  | Tytuł                           | Pozycje na listach przebojów | Pozycje na listach przebojów | Pozycje na listach przebojów | Certyfikat BPI | Certyfikat BPI |
| Rok  | Tytuł                           | US                           | UK                           | GER                          |                |                |
| ---- | ------------------------------- | ---------------------------- | ---------------------------- | ---------------------------- | -------------- | -------------- |
| 1983 | Script for a Jester’s Tear      | 175                          | 7                            | –                            | Platyna        |                |
| 1984 | Fugazi                          | –                            | 5                            | –                            | Złoto          |                |
| 1985 | Misplaced Childhood             | 47                           | 1                            | –                            | Platyna        |                |
| 1987 | Clutching at Straws             | 103                          | 2                            | –                            | Złoto          |                |
| 1989 | Seasons End                     | –                            | 7                            | –                            | Złoto          |                |
| 1991 | Holidays in Eden                | –                            | 7                            | –                            | –              |                |
| 1994 | Brave                           | –                            | 10                           | 17                           | –              |                |
| 1995 | Afraid of Sunlight              | –                            | 16                           | 75                           | –              |                |
| 1997 | This Strange Engine             | –                            | 27                           | 48                           | –              |                |
| 1998 | Radiation                       | –                            | 35                           | 46                           | –              |                |
| 1999 | Marillion.com                   | –                            | 53                           | 55                           | –              |                |
| 2001 | Anoraknophobia                  | –                            | –                            | 42                           | –              |                |
| 2004 | Marbles                         | –                            | –                            | 56                           | –              |                |
| 2007 | Somewhere Else                  | –                            | 24                           | 36                           | –              |                |
| 2008 | Happiness Is the Road           | –                            | –                            | –                            | –              |                |
| 2009 | Less Is More                    | –                            | 136                          | –                            | –              |                |
| 2012 | Sounds That Can’t Be Made       | –                            | –                            | –                            | –              |                |
| 2016 | Fuck Everyone and Run (F E A R) | –                            | 4                            | 10                           | –              |                |
| 2019 | With Friends from the Orchestra | –                            | –                            | 69                           | –              |                |
| 2022 | An Hour Before It’s Dark        | –                            | 2                            | 2                            | –              |                |

## Single
| Rok  | Tytuł                              | Pozycje na listach przebojów | Pozycje na listach przebojów | Pozycje na listach przebojów | Pozycje na listach przebojów | Pozycje na listach przebojów | Pozycje na listach przebojów | Pozycje na listach przebojów | Album                      |
| Rok  | Tytuł                              | US                           | US Main. Rock                | UK                           | AUS                          | GER                          | NOR                          | NLD                          | Album                      |
| ---- | ---------------------------------- | ---------------------------- | ---------------------------- | ---------------------------- | ---------------------------- | ---------------------------- | ---------------------------- | ---------------------------- | -------------------------- |
| 1982 | „Market Square Heroes”             | –                            | –                            | 53                           | –                            | –                            | –                            | –                            | b-sides themselves’        |
| 1983 | „He Knows, You Know”               | –                            | 21                           | 35                           | –                            | –                            | –                            | –                            | Script for a Jester’s Tear |
| 1983 | „Garden Party”                     | –                            | –                            | 16                           | –                            | –                            | –                            | –                            | Script for a Jester’s Tear |
| 1984 | „Punch & Judy”                     | –                            | –                            | 29                           | –                            | –                            | –                            | –                            | Fugazi                     |
| 1984 | „Assassing”                        | –                            | –                            | 22                           | –                            | –                            | –                            | –                            | Fugazi                     |
| 1985 | „Kayleigh”                         | 74                           | 14                           | 2                            | 19                           | 7                            | 8                            | 12                           | Misplaced Childhood        |
| 1985 | „Lavender”                         | –                            | –                            | 5                            | –                            | 39                           | –                            | –                            | Misplaced Childhood        |
| 1985 | „Heart of Lothian”                 | –                            | –                            | 29                           | –                            | 51                           | –                            | –                            | Misplaced Childhood        |
| 1986 | „Lady Nina”                        | –                            | 30                           | –                            | –                            | –                            | –                            | –                            |                            |
| 1987 | „Incommunicado”                    | –                            | 24                           | 6                            | 23                           | 22                           | –                            | 25                           | Clutching at Straws        |
| 1987 | „Sugar Mice”                       | –                            | –                            | 22                           | –                            | 59                           | –                            | 45                           | Clutching at Straws        |
| 1987 | „Warm Wet Circles”                 | –                            | –                            | 22                           | –                            | –                            | –                            | 67                           | Clutching at Straws        |
| 1988 | „Freaks (Live)”                    | –                            | –                            | 24                           | –                            | –                            | –                            | 84                           | The Thieving Magpie        |
| 1989 | „Hooks in You”                     | –                            | –                            | 30                           | –                            | 71                           | –                            | 58                           | Seasons End                |
| 1989 | „The Uninvited Guest”              | –                            | –                            | 53                           | –                            | –                            | –                            | 85                           | Seasons End                |
| 1990 | „Easter”                           | –                            | –                            | 34                           | –                            | –                            | –                            | –                            | Seasons End                |
| 1991 | „Cover My Eyes (Pain & Heaven)”    | –                            | –                            | 34                           | –                            | 73                           | –                            | 14                           | Holidays in Eden           |
| 1991 | „No One Can”                       | –                            | –                            | 33                           | –                            | –                            | –                            | –                            | Holidays in Eden           |
| 1991 | „Dry Land”                         | –                            | –                            | 34                           | –                            | –                            | –                            | –                            | Holidays in Eden           |
| 1992 | „Sympathy”                         | –                            | –                            | 17                           | –                            | –                            | –                            | 26                           | A Singles Collection       |
| 1993 | „No One Can” (reedycja)            | –                            | –                            | 26                           | –                            | –                            | –                            | –                            | A Singles Collection       |
| 1994 | „The Great Escape”                 | –                            | –                            | –                            | –                            | –                            | –                            | 38                           | Brave                      |
| 1994 | „The Hollow Man”                   | –                            | –                            | 30                           | –                            | –                            | –                            | –                            | Brave                      |
| 1994 | „Alone Again in the Lap of Luxury” | –                            | –                            | 53                           | –                            | –                            | –                            | –                            | Brave                      |
| 1995 | „Beautiful”                        | –                            | –                            | 29                           | –                            | –                            | –                            | 46                           | Afraid of Sunlight         |
| 1997 | „Man of a Thousand Faces”          | –                            | –                            | –                            | –                            | –                            | –                            | –                            | This Strange Engine        |
| 1997 | „Eighty Days”                      | –                            | –                            | –                            | –                            | –                            | –                            | –                            | This Strange Engine        |
| 1998 | „These Chains”                     | –                            | –                            | –                            | –                            | –                            | –                            | –                            | Radiation                  |
| 2001 | „Between You and Me”               | –                            | –                            | –                            | –                            | –                            | –                            | –                            | Anoraknophobia             |
| 2004 | „You’re Gone”                      | –                            | –                            | 7                            | –                            | –                            | –                            | 8                            | Marbles                    |
| 2004 | „Don’t Hurt Yourself”              | –                            | –                            | 16                           | –                            | –                            | –                            | 35                           | Marbles                    |
| 2007 | „See It Like a Baby”               | –                            | –                            | 45                           | –                            | –                            | –                            | –                            | Somewhere Else             |
| 2007 | „Thankyou Whoever You Are”         | –                            | –                            | 15                           | –                            | –                            | –                            | 6                            | Somewhere Else             |
| 2008 | „Whatever Is Wrong with You”       | –                            | –                            | –                            | –                            | –                            | –                            | –                            | Happiness Is the Road      |

## Albumy koncertowe
| Rok  | Tytuł                      | US | UK | Certyfikat BPI |
| ---- | -------------------------- | -- | -- | -------------- |
| 1984 | Real to Reel               | –  | 8  | Złoto          |
| 1988 | The Thieving Magpie        | –  | 25 | Złoto          |
| 1996 | Made Again                 | –  | 37 | –              |
| 2002 | Anorak in the UK           | –  | –  | –              |
| 2005 | Marbles Live               | –  | –  | –              |
| 2008 | The Early Stages 1982–1987 | –  | –  | –              |
| 2009 | Live from Loreley          | –  | –  | –              |
| 2009 | Recital of the Script      | –  | –  | –              |
| 2010 | Live from Cadogan Hall     | –  | –  | –              |

## Kompilacje
| Rok  | Tytuł                                | US | UK | GER |
| ---- | ------------------------------------ | -- | -- | --- |
| 1986 | Brief Encounter                      | 67 | –  | –   |
| 1988 | B Sides Themselves                   | –  | 64 | –   |
| 1992 | Six of One – Half Dozen of the Other | –  | 27 | 46  |
| 1993 | Marillion Music Collection           | –  | –  | –   |
| 1996 | Kayleigh                             | –  | –  | –   |
| 1996 | Essential Collection                 | –  | –  | –   |
| 1997 | The Best of Both Worlds              | –  | –  | –   |
| 1998 | Kayleigh: The Essential Collection   | –  | –  | –   |
| 2000 | The Singles '82-88' (box set)        | –  | –  | –   |
| 2002 | The Singles '89-95' (box set)        | –  | –  | –   |
| 2003 | The Best of Marillion                | –  | –  | –   |
| 2003 | Warm Wet Circles                     | –  | –  | –   |

### Wydania za pośrednictwem Racket Records
- Live at the Borderline (Racket 1, 1992)[14] – sprzedawane w nowym opakowaniu w ramach Front Row Club
- Live in Caracas (Racket 2, 1992)[15]
- Live in Glasgow (Racket 3, 1993)[16] – sprzedawane w nowym opakowaniu w ramach Front Row Club
- The Making of Brave (Racket 6, 1995, reedycja 2001)[17]
- Tales from the Engine Room (Racket 7, 1998) – remix of This Strange Engine by The Positive Light (Marc Mitchell and Mark Daghorn)[18]
- Marillion Rochester (2 CD, Racket 8, 1998)[19] – przekazane fanom, którzy złożyli się na tzw. „Tour Fund” podczas amerykańskiej trasy koncertowej w 1997.
- Piston Broke (Album) (Racket 9, 1998)[20]
- Unplugged at the Walls (2 CD, Racket 10, 1999)[21]
- Zodiac (Racket 11, 1999)[22]
- marillion.co.uk (Racket 12, 2000, reedycja 2002 & 2005)[23]
- Crash Course – An Introduction to Marillion (Racket 15, 2001, wydany ponownie z innymi utworami w 2002, 2004 i 2006)[24]
- ReFracted! (2 CDs, Racket 17, 2001) (From Dusk 'til Dot volume 1 – The Making of Afraid Of Sunlight)[25]
- Another DAT at the office (2 CDs, Racket 18, 2001) (From Dusk 'til Dot volume 2 – The Making of This Strange Engine)[26]
- Anorak in the UK (2 CD, 2002)[27]
- Fallout (2 CDs, Racket 19 2002)[28] (From Dusk 'til Dot volume 3 – The Making of Radiation)
- Caught in the Net (2 CD, Racket 20, 2002)[29] (From Dusk 'til Dot volume 4 – The Making of marillion.com)
- AWOL (Racket 21, 2002)[30] (kompilacja solowych projektów członków grupy)
- Brave Live 2002 (Racket 22, 5 April 2002)[31]
- View from the Balcony (Racket 23, 2003, reedycja 2005, Front Row Club Sampler)[32]
- Remixomatosis (Racket 24)[33]
- Popular Music (2 CD, Racket 25, 2005, dodatek do 'Wish You Were Here’ DVD Set)[34]
- Marbles by the Sea (Racket 25, 2005)[35][36]
- Unzipped (2 CD, Racket 27, 2006) (The Making of Anoraknophobia)[37]
- Smoke (Racket 28, 2006) (wycinek z Marillion Weekend 2005)[38]
- Mirrors (2 CD, Racket 29, 2006) (wycinek z Marillion Weekend 2005)[39]
- Friends (Racket 30, 2007) (wycinek z Marillion Weekend 2007)[40]
- Family (2 CD, Racket 31, 2007) (wycinek z Marillion Weekend 2007)[41]
- Happiness is Cologne (2 CD, Racket 32, 2009) (Album koncertowy z trasy promującej album Happiness Is the Road)[42]

### Wydania świąteczne
(Wydawane w bardzo ograniczonym nakładzie, jedynie dla stałych członków oficjalnego fanklubu grupy.)
- Christmas 1998 Happy Christmas Everybody (1998)[43]
- Christmas 1999 marillion.christmas (1999)[44]
- Christmas 2000 A Piss-up in a Brewery (2000) – Now repackaged as part of the Front Row Club[45]
- Christmas 2001 A Very Barry Christmas (2001)[46]
- Christmas 2002 Santa and his Elvis (2002)[47]
- Christmas 2003 Say Cheese! (2003)[48]
- Christmas 2004 Baubles (2004)[49]
- Christmas 2005 Merry XMas to our Flock (2005)[50]
- Christmas 2006 The Jingle Book (2006)[51]
- Christmas 2007 Somewhere Elf (2007)[52]
- Christmas 2008 Pudding on the Ritz (2008)[53]

### Wydawnictwa Front Row Club
Zapożyczając ideę grupy King Crimson, Marillion przechowuje i gromadzi swoje archiwa, po czym wydaje swoje najlepsze koncerty (np. ze względu na jakość występu, jakość dźwięku, ważność, prestiż koncertu) na zasadzie subskrypcji. Fani płacą z góry za cztery (pierwotnie sześć) nagrań, w momencie wydania zaś są automatycznie logowani do systemu subskrypcji. Klienci mogą również nabywać wydawnictwa archiwalne za wirtualne pieniądze. Ilość każdorazowo wydawanych nagrań jest mocno ograniczona (prawdopodobnie nie więcej niż 3000), nie są one też wznawiane w razie wyczerpanie zapasów.
Marillion poinformował, że po wydaniu Front Row Club Issue 40 w styczniu 2008 (nagranie live z trasy koncertowej „SnowWhere Else” (koniec 2007)), wszystkie wydawnictwa Front Row Club będą dostępne jedynie w formacie download.
- Listę wydawnictw skomponowano na podstawie materiału źródłowego – wykazu płyt wydanych w ramach Front Row Club udostępnionego na oficjalnej stronie internetowej zespołu[55].
- Front Row Club Issue 1 (FRC-1, Ludwigshalle, Dieburg, Niemcy, 9 listopada 1998)
- Front Row Club Issue 2 (FRC-2, The Academy, Manchester, Anglia, 18 listopada 1999)
- Front Row Club Issue 3 (FRC-3, The Luxor, Arnhem, Holandia, 25 czerwca 1995)
- Front Row Club Issue 4 (FRC-4, The Borderline Club, Londyn, Anglia, 9 maja 1992) – wyprzedane
- Front Row Club Issue 5 (FRC-5, The Barrowlands, Glasgow, Szkocja, 4 grudnia 1989) – wyprzedane
- Front Row Club Issue 6 (FRC-6, Michael Hunter, River, 1994) – SOLD OUT
- Front Row Club Issue 7 (FRC-7, Salle de Fetes Beaulieu, Lozanna, Szwajcaria, 19 października 1991)
- Front Row Club Issue 8 (FRC-8, Le Spectrum, Montreal, Kanada, 6 września 1997) – wyprzedane
- Front Row Club Issue 9 (FRC-9, Forum, Londyn, Anglia, 28 kwietnia 1996)
- Front Row Club Issue 10 (FRC-10, Moles Club, Bath, 12 grudnia 1990)
- Front Row Club Issue 11 (FRC-11, Bass Brewery Museum, Burton-On-Trent, Anglia, 17 listopada 2000)
- Front Row Club Issue 12 (FRC-12, Sala Bikini, Barcelona, Hiszpania, 12 grudnia 2000)
- Front Row Club Issue 13 (FRC-13, Ahoy Rotterdam, Netherlands, 29 września 1995)
- Front Row Club Issue 14 (FRC-14, The Ritz Roseville, MI, USA, 22 lutego 1990)
- Front Row Club Issue 15 (FRC-15, Curtain Call)
- Front Row Club Issue 16 (FRC-16, Ateneu Popular de Nou Barris, Barcelona, Hiszpania, 10 stycznia 1998)
- Front Row Club Issue 17 (FRC-17, 013 Tilburg, Holandia, 13 października 2001)
- Front Row Club Issue 18 (FRC-18, The E-Werk, Köln, Niemcy, 2 września 1992) – wyprzedane
- Front Row Club Issue 19 (FRC-19, Civic, Wolverhampton, Anglia, 4 listopada 1998) – wyprzedane
- Front Row Club Issue 20 (FRC-20, Kopenhaga, 28 maja 1994)
- Front Row Club Issue 21 (FRC-21, Londyn, 28 lutego 2001)
- Front Row Club Issue 22 (FRC-22, Utrecht, 29 maja 1997)
- Front Row Club Issue 23 (FRC-23, Aylesbury, 30 kwietnia 2004) – wyprzedane
- Front Row Club Issue 24 (FRC-24, Paryż, 18 listopada 1998)
- Front Row Club Issue 25 (FRC-25, Mannheim, 4 grudnia 1999)
- Front Row Club Issue 26 (FRC-26, Oxford, 25 lipca 1999)
- Front Row Club Issue 27 (FRC-27, Cambridge, 17 września 1995)
- Front Row Club Issue 28 (FRC-28, São Paulo, 5 października 1992)
- Front Row Club Issue 29 (FRC-29, Filadelfia, 9 października 2004) – wyprzedane
- Front Row Club Issue 30 (FRC-30, Bielefeld, 20 marca 1994)
- Front Row Club Issue 31 (FRC-31, Milwaukee, 20 września 1997)
- Front Row Club Issue 32 (FRC-32, Richmond, 3 sierpnia 2002) – wyprzedane
- Front Row Club Issue 33 (FRC-33, Cologne, 24 lipca 1991)
- Front Row Club Issue 34 (FRC-34, Utrecht, 3 grudnia 2005) – wyprzedane
- Front Row Club Issue 35 (FRC-35, Londyn, 5 grudnia 2005) – wyprzedane
- Front Row Club Issue 36 (FRC-36, Bensacon, 5 października 1989)
- Front Row Club Issue 37 (FRC-37, Nowy Jork, 12 czerwca 2005)
- Front Row Club Issue 38 (FRC-38, Warszawa, 22 maja 2007)
- Front Row Club Issue 39 (FRC-39, Liverpool, 16 września 1991)
- Front Row Club Issue 40 (FRC-40, Amsterdam, grudzień 2007)
- Front Row Club Issue 41 (FRC-41, Poughkeepsie, sierpień 1995) – dostępne jedynie w formacie download
- Front Row Club Issue 42 (FRC-42, San Francisco, wrzesień 2005) – dostępne jedynie w formacie download
- Front Row Club Issue 43 (FRC-42, Manchester, listopad 2007) – dostępne jedynie w formacie download

## DVD
- Recital of the Script (1983, reedycja na DVD 2003)[56]
- Grendel/The Web EP (1984)[57]
- 1982–1986 The Videos (1986)[58]
- Sugar Mice/Incommunicado (1987)
- Live from Loreley (1987, reedycja na DVD 2004)[59]
- From Stoke Row to Ipanema ('A Year in the Life...’) (1990, reedycja na DVD 2003)[60]
- A Singles Collection (wersja US: Six of One, Half-Dozen of the Other) (1992)
- Brave: The Movie (1995, reedycja na DVD 2004)[61]
- Shot in the Dark (2000, reedycja na DVD 2002)[62]
- The EMI Singles Collection (2002)
- Brave Live 2002 (2002)[31]
- A Piss-Up in a Brewery (2002)[63]
- Before First Light (2003)[64]
- Christmas in the Chapel (2003)
- Marbles on the Road (2 DVD, 2004)[65]
- Wish You Were Here (4 DVD, 2005)[66]
- Colours and Sound (2 DVD, 2006)[67]
- Bootleg Butlins (2007)[68]
- Something Else (2007)[69]
- Somewhere In London (2 DVD, 2007)[70][71]
- This Strange Convention (2 DVD, 2009)[72]
- Out Of Season (3 DVD, 2010)
- Live at Cadogan Hall (Blu-ray and DVD, 2010)
- Holidays in Zélande (Blu-ray and DVD, 2011)
- Out of the Box (Blu-ray and DVD, 2016)